# Australian Championships 1931
Die 24. Australian Championships waren ein Tennis-Rasenplatzturnier der Klasse Grand Slam, das von der ILTF veranstaltet wurde. Es fand vom 27. Februar bis 8. März 1931 in Sydney, Australien statt.
Titelverteidiger im Einzel waren Edgar Moon bei den Herren sowie Daphne Cozens bei den Damen. Im Herrendoppel waren Jack Crawford und Harry Hopman, im Damendoppel Margaret Molesworth und Emily Wood die Titelverteidiger. Im Mixed waren Nell Hall und Harry Hopman die Titelverteidiger.